# 贝罗墨鱼科
贝罗墨鱼科（学名：Belosaepiidae）是生存于始新世的已灭绝的头足类，与墨鱼有着非常相似的特征，同时保留着类似于箭石类的内壳体。